# Distrito de Santa Rosa (Pallasca)
El distrito de Santa Rosa es uno de los once que conforman la provincia de Pallasca, ubicada en el departamento de Ancash en el Perú. 

## Historia
El distrito fue creado inicialmente con el nombre de Cajalama, mediante Ley n.º 2616 del 10 de diciembre de 1917, en el gobierno del Presidente José Pardo y Barreda.
Posteriormente se le cambia el nombre a Santa Rosa mediante ley n.º 12137 del 26 de octubre de 1954, en el gobierno del presidente Manuel Odría.
El actual pueblo de Santa Rosa, ubicado al suroeste de la provincia de Pallasca, hasta el siglo XVIII, fue conocido como “La Chacra”, jurisdicción que pertenecía al pueblo de Llapo. [cita requerida] Más adelante, fue denominado “Cajamala”, que en sus inicios destacó como una zona de cultivo y las cosechas de alfalfares, viñedos, frutares, tubérculos y granos andinos. Este hecho se generalizó a tal forma que los llapinos, tauquinos, ancosinos o miraflorinos ya no decían vamos a la Chacra, si no vamos a Cajamala. [cita requerida]
El cajamalino se caracterizó tradicionalmente por el modo de vivir: casonas grandes y enlucidas, buenos caballos y de vestimenta asombrosa (botas, poncho, pañuelos, sombrero blanco y ancho). Dichas casas en su mayoría no resistieron el gran terremoto de 1970. [cita requerida]

## Centros poblados
Santa Rosa, está conformado por los centros poblados:
- Miraflores
- El Porvenir
- Ancos
- Cocabal
- Nuevo Quiroz
- Chuquiquillan

## Autoridades

### Municipales
- 2019 - 2022[3]
  - Alcalde: Moisés Abel Domínguez Azaña, de Siempre Unidos.
  - Regidores:

  1. Epifanio Blas Salinas (Siempre Unidos)
  2. Leonardy Gonzáles Acero (Siempre Unidos)
  3. Pedro Valentín Alva (Siempre Unidos)
  4. Malvina María Hidalgo Almendras (Siempre Unidos)
  5. Florencio Benites Castillo (Movimiento Independiente Regional Río Santa Caudaloso)

Alcaldes anteriores
- 1964 - 1966: Fortunato Gonzáles Aponte, de la Coalición APRA - UNO.
- 1967 - 1969: Manuel Paucapoma Robles, de la Alianza Acción Popular - Democracia Cristiana.
- 1969 - 1980: Gobierno militar.
- 1981 - 1983: Eladio Roque Agreda, de Acción Popular.
- 1984 - 1986: Leonilo Luna Cribillero, del Partido Aprista Peruano.
- 1987 - 1989: Leonilo Luna Cribillero, del Partido Aprista Peruano.
- 1990 - 1992: Eulogio Amado Huamancóndor Roque, del Fredemo.
- 1993 - 1995: Pedro Pablo García Flores, del Partido Aprista Peruano.
- 1996 - 1998: Pedro Pablo García Flores, de L.I. Nro  5 Movimiento Independiente Pallasquino.
- 1999 - 2002: Policarpo Carbajal Huamán, del Movimiento Independiente Vamos Vecino.
- 2003 - 2006: Antonio Benites Fajardo, del Partido Renacimiento Andino.
- 2007 - 2010: Elva Elcira Matienzo de Rodríguez, del Partido Aprista Peruano.
- 2011 - 2012: Alejandro Gavidia López, de Acción Popular.
- 2012 - 2013: Emérita Minaya Flores
- 2013 - 2014: Zacarías Clever Fajardo Nuñuvero, de Perú Posible.
- 2015 - 2018: Zacarías Clever Fajardo Nuñuvero, de Perú Posible.

## Festividades
- La cruz de Chiquiquillan se conmemora cada 3 de mayo
- La cruz de Amancaes se conmemora cada 3 de mayo
- La festividad de la "Virgen del perpetuo Socorro" se conmemora cada 27 de junio en el anexo El Porvenir.
- La fiesta patronal en homenaje a "Santa Rosa de Lima" se conmemora cada 30 y 31 de agosto en el distrito de Santa Rosa.
- La festividad de la "Virgen de las Mercedes" se conmemora cada 24 de septiembre en el centro poblado de Miraflores.
- La festividad de "San Francisco de Asis" se conmemora cada 4 de octubre en el centro poblado de Ancos.